# بیه ده ارم
شهر بیه ده ارم (به رومانیایی: Baia de Aramă) در شهرستان مهدینتس در کشور رومانی واقع شده‌است. جمعیت این شهر ۵٬۷۲۴ نفر  است.